# 마이클 보이스버트
마이클 보이스버트(Michael Boisvert, 1973년 12월 2일 ~ )는 캐나다의 안무가, 배우, 텔레비전 배우, 영화배우이다.
티민스에서 태어났다.

## 영화
- 직쏘 (2017년) - 제임스 리 역
- 픽셀 (2015년)
- 헤일 사탄 (2012년) - 제이슨 역
- 재난지대 - 뉴욕의 화산 (2006년)
- 뉴요커의 사랑 (2004년) - 밋치 역
- 개구리 왕자 (2001년)
- 겟 오버 잇 (2001년)
- 드리븐 (2001년)
- 엑시트 운즈 (2001년)